# Quần đảo Bismarck
Quần đảo Bismarck là một nhóm gồm các đảo ở ngoài khơi bờ biển đông bắc của đảo New Guinea tại Tây Thái Bình Dương, là một phần của Vùng Quần Đảo thuộc Papua New Guinea.

## Lịch sử
Những cư dân đầu tiên của quần đảo đã đến từ khoảng 33.000 năm trước từ New Guinea, bằng thuyền qua biển Bismarck hay qua một cầu lục địa tạm thời, được tạo thành bởi một sự nâng lên của vỏ Trái Đất.
Người châu Âu đầu tiên viếng thăm các đảo này là nhà thám hiểm Hà Lan Willem Schouten vào năm 1616. Các hòn đảo vẫn chưa có người Âu định cư cho đến khi chúng được sáp nhập thành một vùng bảo hộ của Đức với cái tên New Guinea thuộc Đức vào năm 1884. Quần đảo được đặt tên theo Thủ tướng Đức Otto von Bismarck.
Vào ngày 13 tháng 3 năm 1888, một núi lửa đã phun trào tại đảo Ritter đã tạo ra đại sóng thần. Hầu như 100% núi lửa đã sụp xuống dưới đại dương để lại một hồ miệng núi lửa nhỏ.
Sau khi bùng nổ Chiến tranh thế giới lần thứ nhất, quân Úc đã chiếm quần đảo vào năm 1914 và Úc sau đó đã quản lý hòn đảo do được Hội Quốc Liên ủy thác. Ngoại trừ một thời gian ngắn bị Nhật Bản xâm chiếm trong Chiến tranh thế giới thứ hai, quần đảo vẫn nằm dưới quyền kiểm soát của Úc cho đến khi Papua New Guinea trở thành một nước độc lập vào năm 1975.

## Địa lý
Quần đảo Bismarck bao gồm chú yếu là các đảo núi lửa với tổng diện tích 49.700 km2 (19.189 dặm vuông Anh). Các đảo được liệt kê theo tỉnh:

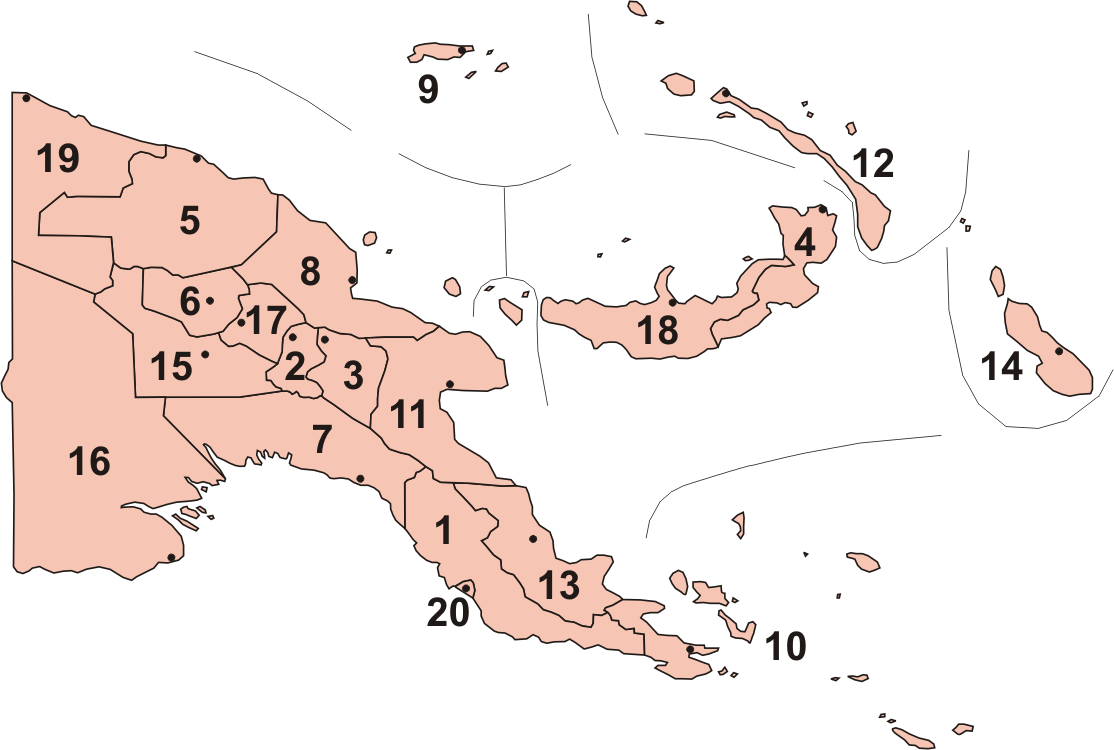
Các tỉnh của Papua New Guinea.

- Manus (số 9 trên bản đồ)
  - Quần đảo Admiralty, gồm 18 đảo:
    - Đảo Manus, đảo chính
    - Đảo Los Negros
    - Đảo Lou
    - Đảo Ndrova
    - Đảo Tong
    - Đảo Baluan
    - Đảo Pak
    - Quần đảo Purdy
    - Đảo Rambutyo
    - Quần đảo St Andrews

  - Quần đảo Phía Tây, gồm:
    - Đảo Aua
    - Quần đảo Hermit
    - Quần đảo Kaniet (Anchorite)
      - Đảo Sae

    - Quần đảo Ninigo
    - Đảo Wuvulu
- New Ireland (12)
  - New Ireland, đảo chính
  - New Hanover
  - Nhóm Saint Matthias
  - Nhóm Tabar
  - Nhóm Lihir
  - Nhóm Tanga
  - Quần đảo Feni
  - Đảo Dyaul
- Đông New Britain (4)
  - New Britain, đảo chính
  - Quần đảo Duke of York
- Tây New Britain (18)
  - New Britain, đảo chính
  - Quần đảo Vitu
- Morobe (11)
  - Đảo Umboi
  - Đảo Tolokiwa
  - Đảo Sakar
  - Đảo Ritter
  - Đảo Malai
  - Đảo Tuam
- Madang (8)
  - Đảo Long
  - Đảo Crown
  - Đảo Karkar
  - Đảo Bagabag
  - Manam
- Đông Sepik (5)
  - Quần đảo Schouten